# Baiomys
A Baiomys az emlősök (Mammalia) osztályának rágcsálók (Rodentia) rendjébe, ezen belül a hörcsögfélék (Cricetidae) családjába tartozó nem.

## Rendszerezés
A nembe az alábbi 2 faj tartozik:
- törpe prériegér (Baiomys musculus) Merriam, 1892
- Taylor-prériegér (Baiomys taylori) Thomas, 1887 – típusfaj